# ليه غاردينر
ليه غاردينر (بالإنجليزية: Les Gardiner)‏ (10 أغسطس 1918 - 1991) هو لاعب كرة قدم بريطاني (وحمل سابقاً جنسية المملكة المتحدة لبريطانيا العظمى وأيرلندا) في مركز جناح ‏. لعب مع نادي ليتون أورينت ونادي هيبرنيان.